# Tub de lava

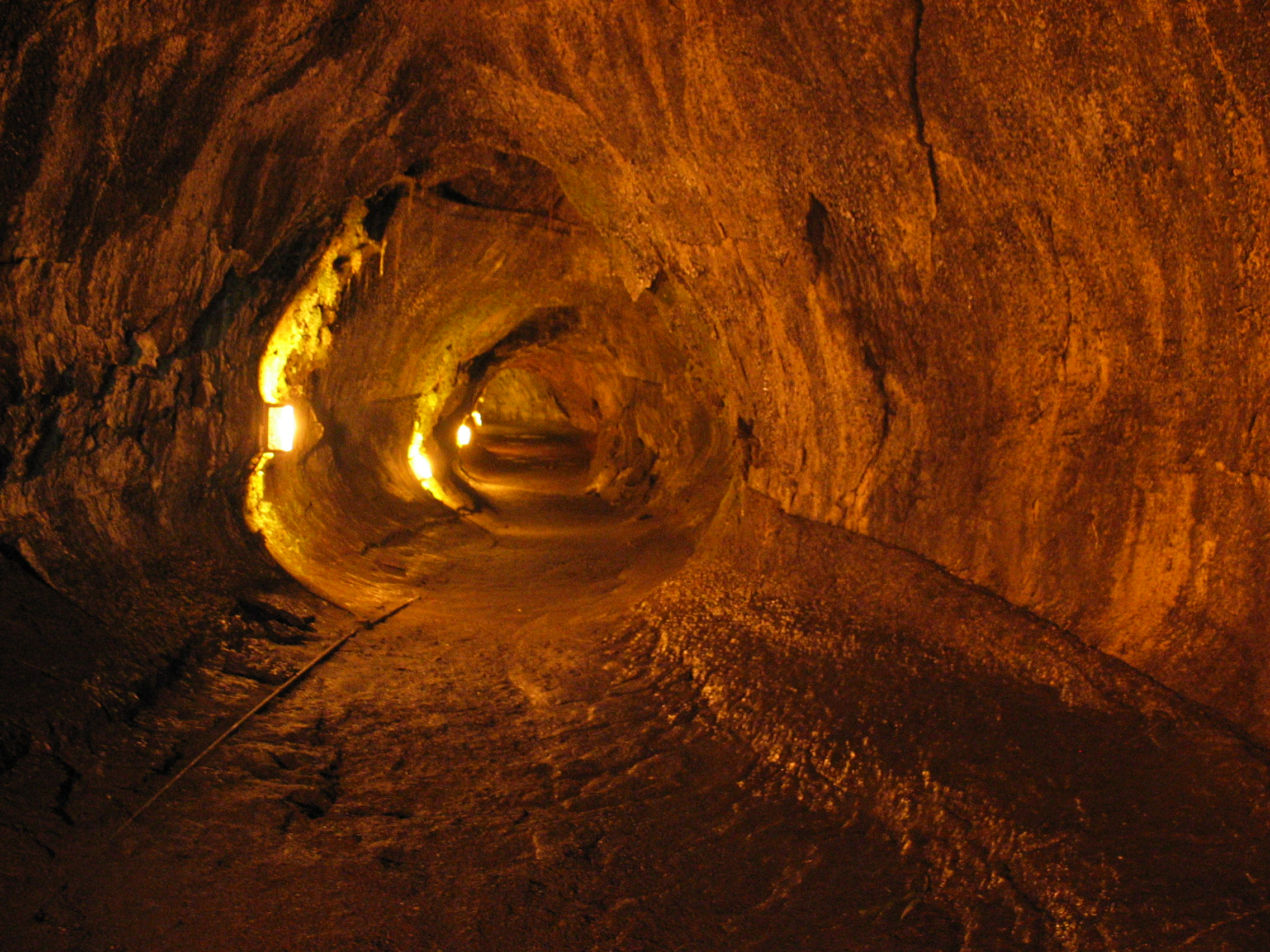
Tub de lava acondicionat per al turisme a Hawaii

Els tubs de lava o tubs volcànics són túnels formats en l'interior de colades de lava mentre aquesta flueix.
La superfície de colada, en entrar en contacte amb l'aire (que és molt més fred) se solidifica creant un excel·lent aïllant tèrmic perquè el flux de lava líquida pugui mantenir la seva temperatura al subsòl. Això és un mecanisme molt corrent en la majoria de colades basàltiques, i permet a la lava assolir distàncies elevades, arribant fins i tot a desguassar al mar havent fluït únicament per l'interior del tub.
La crosta de lava solidificada en contacte amb l'aire exterior es convertirà en el sostre del tub volcànic, l'espai aeri del qual s'anirà creant així que disminueixi el volum del flux de lava. A poc a poc, l'aportament de lava descendeix i es comença a formar la cavitat entre el sostre sòlid i el riu incandescent. Depenent del temps que sigui actiu el tub, aquest adquirirà majors dimensions internes i complexitat morfològica, podent formar una sola galeria o verdaders laberints de xarxes interconnectades, amb dimensions des d'uns quants centímetres fins a desenes de metres d'alçària.
Essent, com es va dir, un mecanisme corrent, és comú trobar-los a moltes regions d'origen volcànic, com Hawaii (Estats Units), Kenya o les Canàries (Espanya), on es localitzen alguns dels majors tubs volcànics coneguts fins ara:
- Kazumura - Olaa Cave System, amb uns 65 km de desenvolupament i 1100 m de desnivell; es localitza a la falda est del volcà Kilauea a Hawaii.
- El Sistema Vent - Sobrado amb més de 18 km de desenvolupament cartografiat i uns 480 m de desnivell. Està constituït per la unió de dues coves properes, conegudes tradicionalment però la unió del qual no va ser verificada pels espeleòlegs del G.E.T. Benisahare fins a 1988: la Cova del Vent i la del Sobrado. Es localitza a la falda nord del volcà Teide, a l'illa de Tenerife, les Canàries.

## Galeria d'imatges

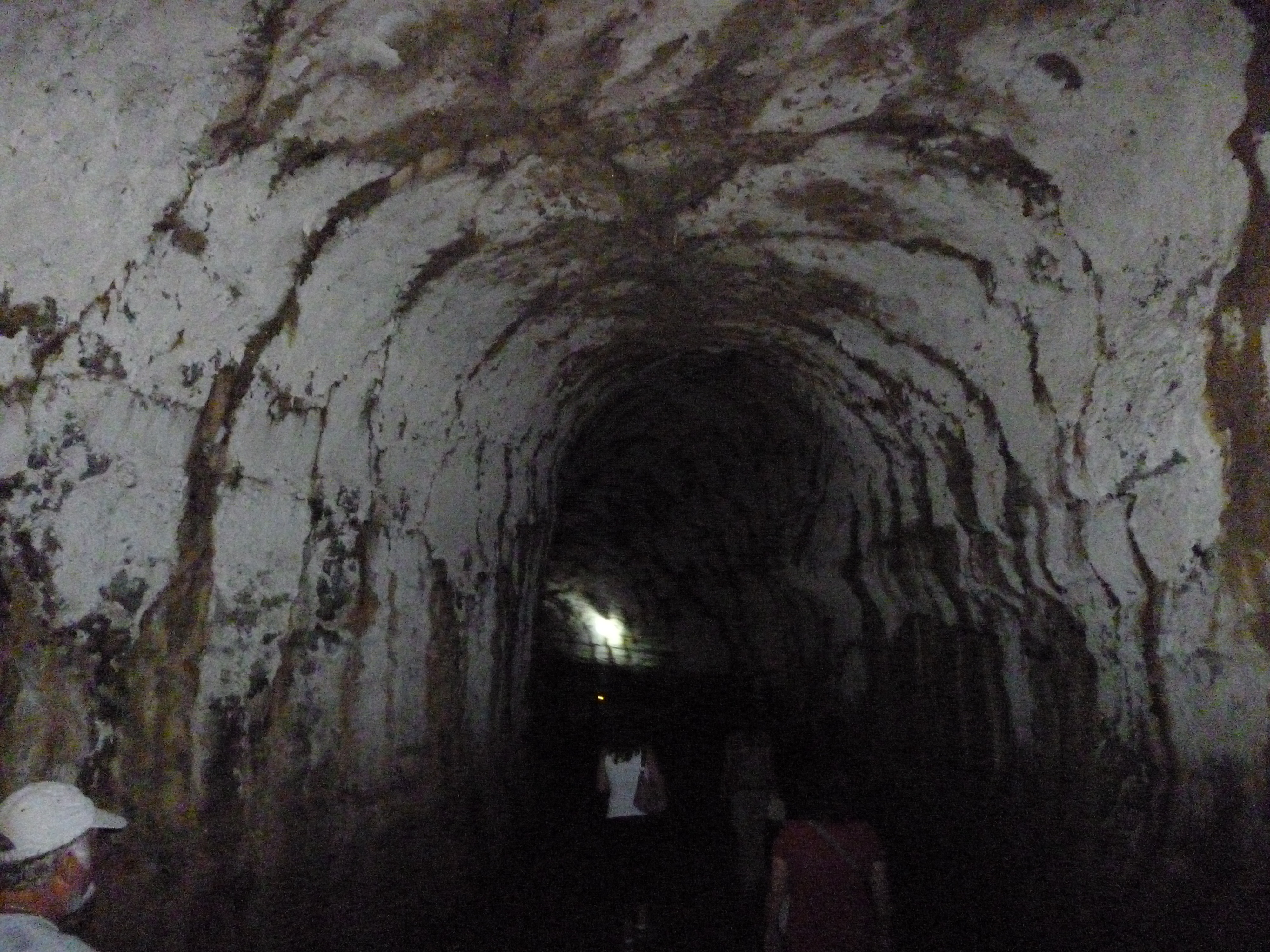
Illes Galápagos
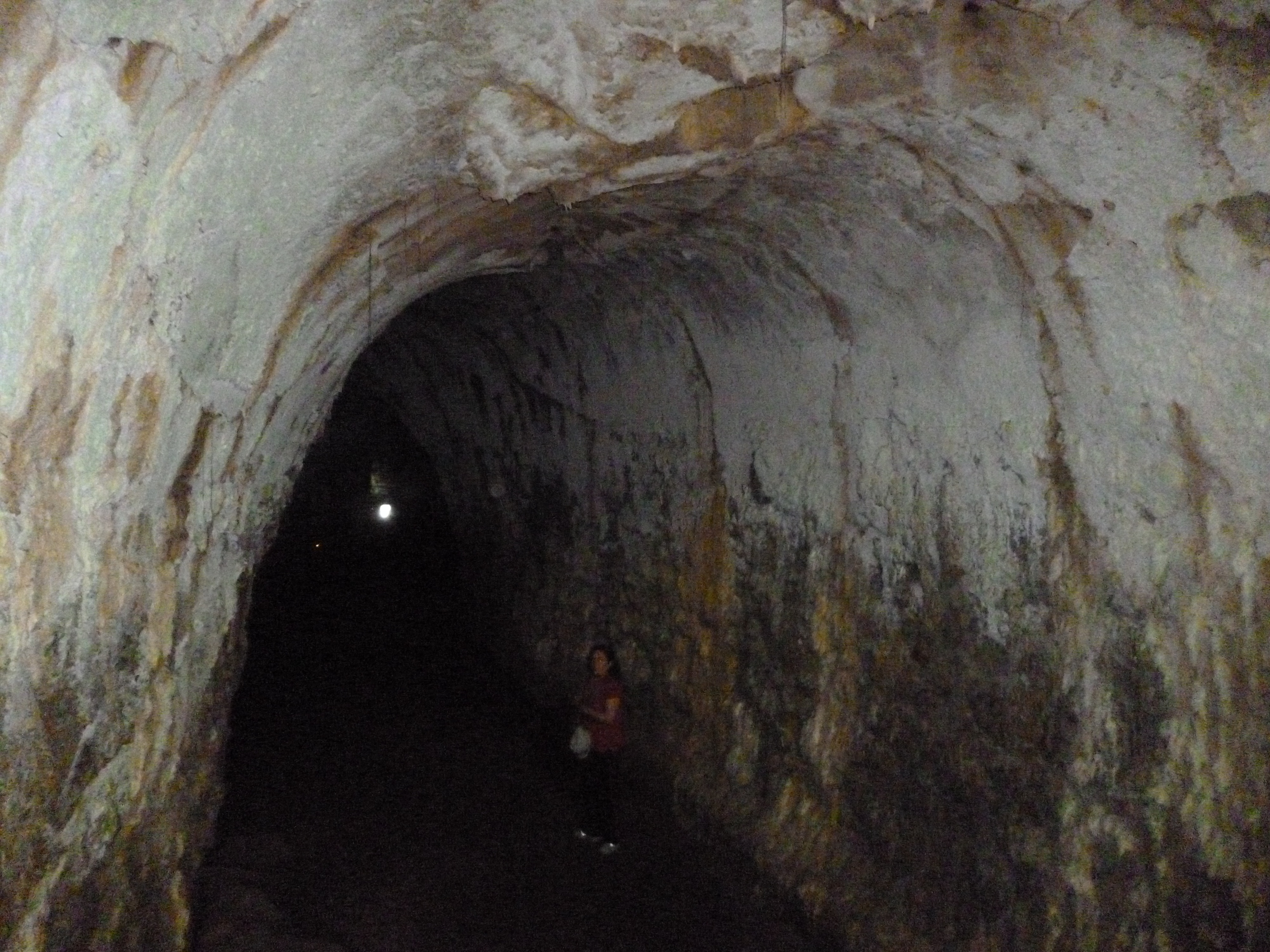
Tub de lava, Santa Cruz (Galápagos)
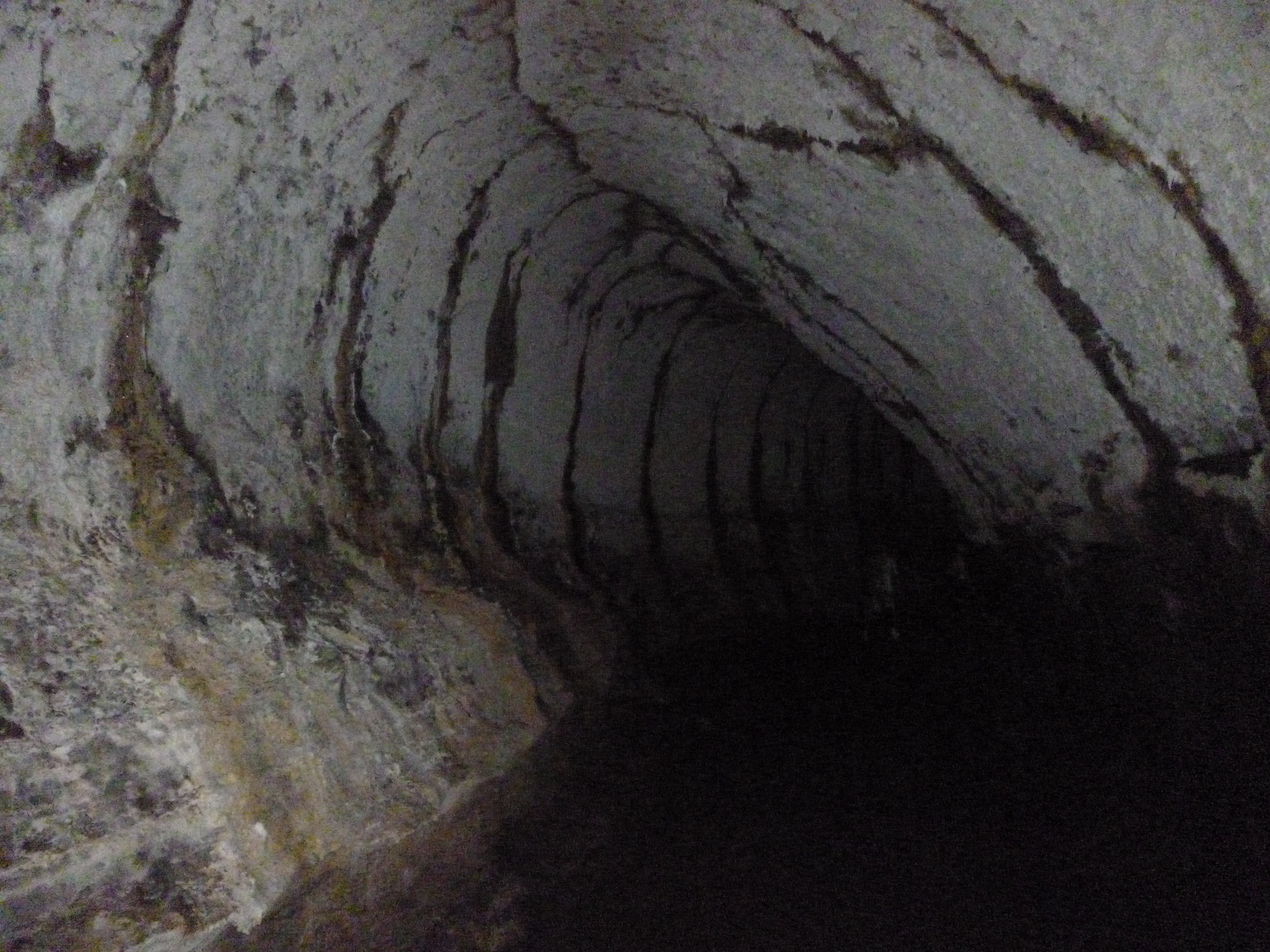
Tub de lava, Santa Cruz (Galápagos)
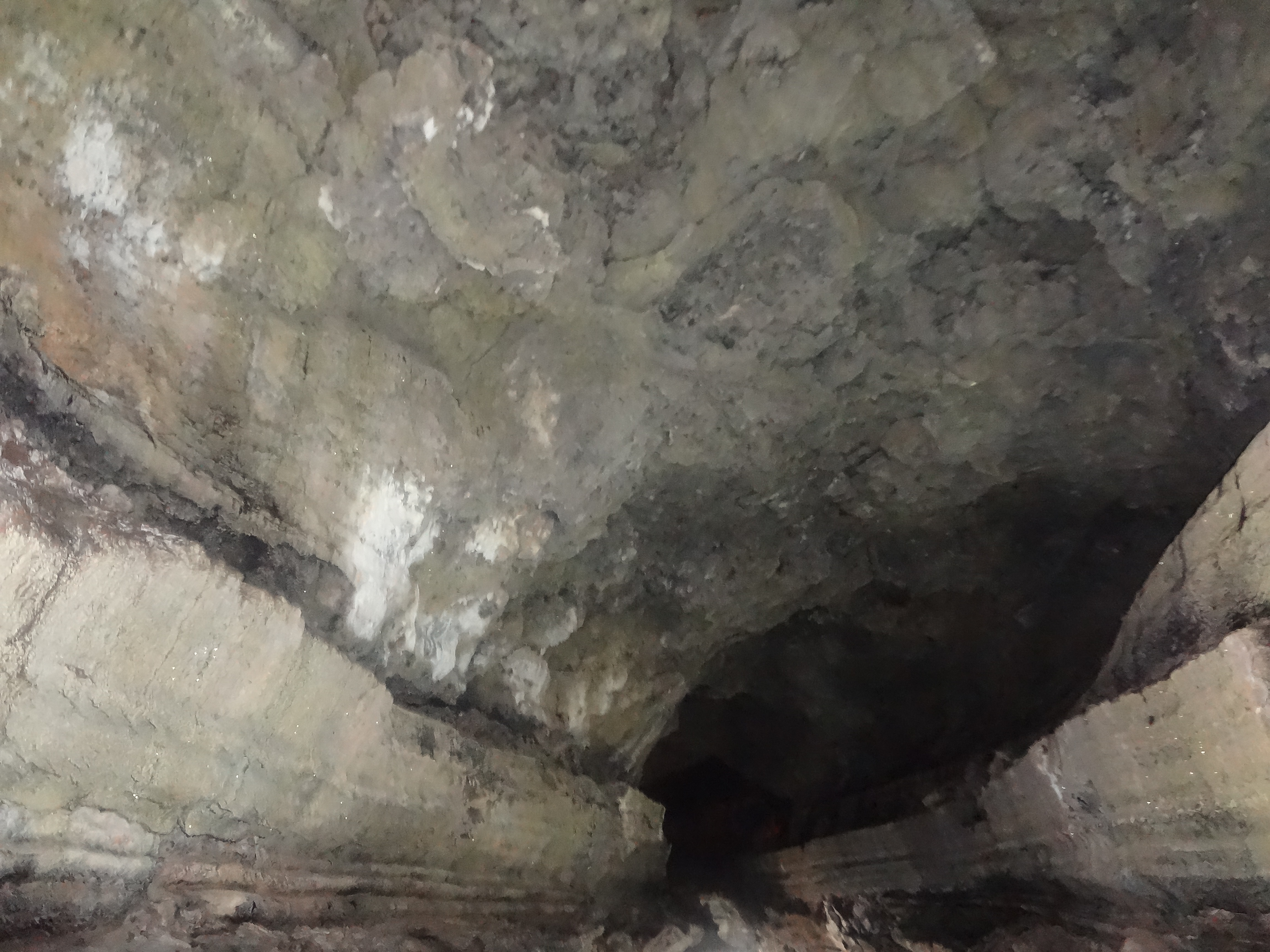
Tub de lava, El Chato Reserve, Santa Cruz Highlands, Galápagos)
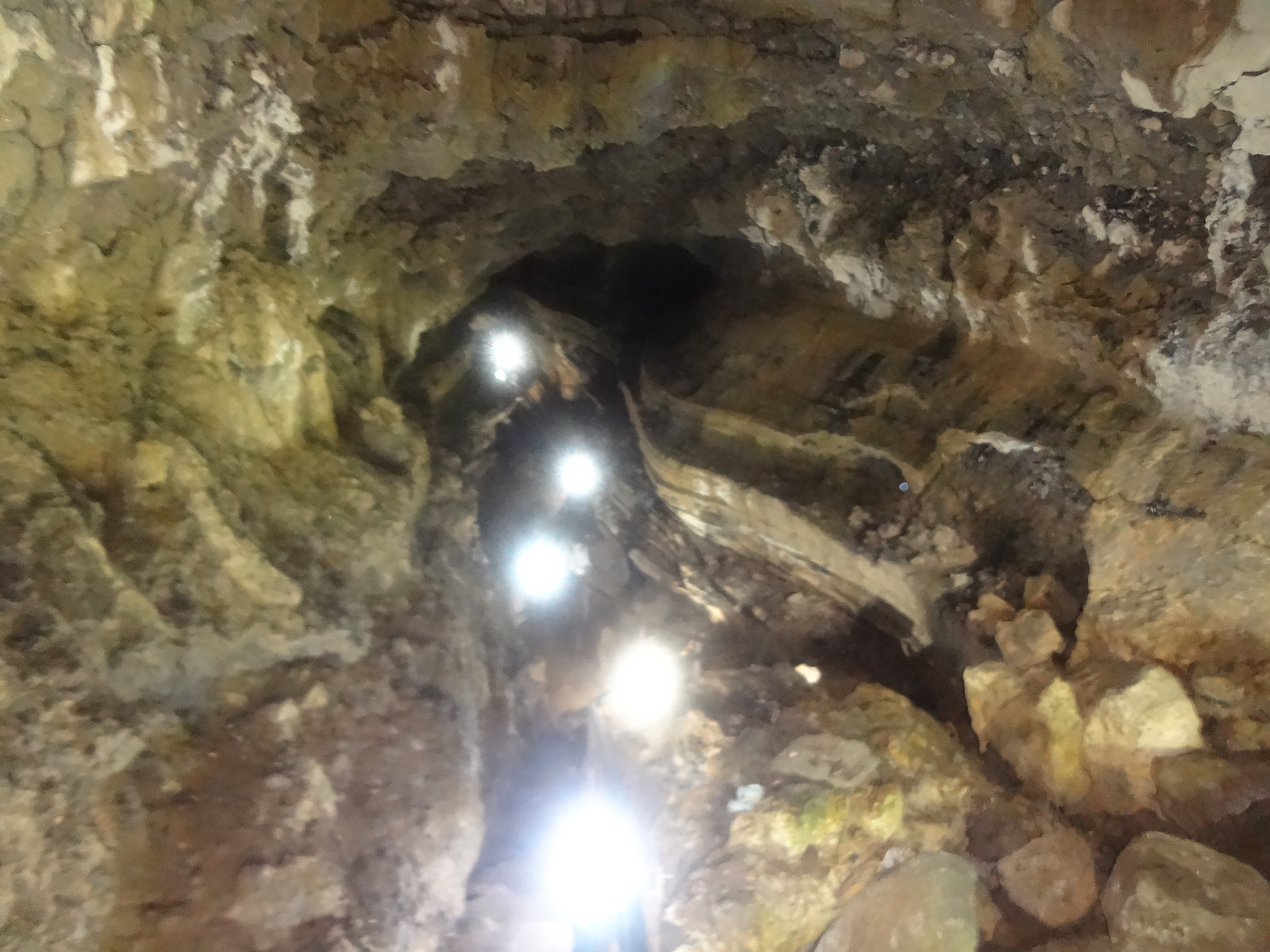
Tub de lava, El Chato Reserve, Galápagos
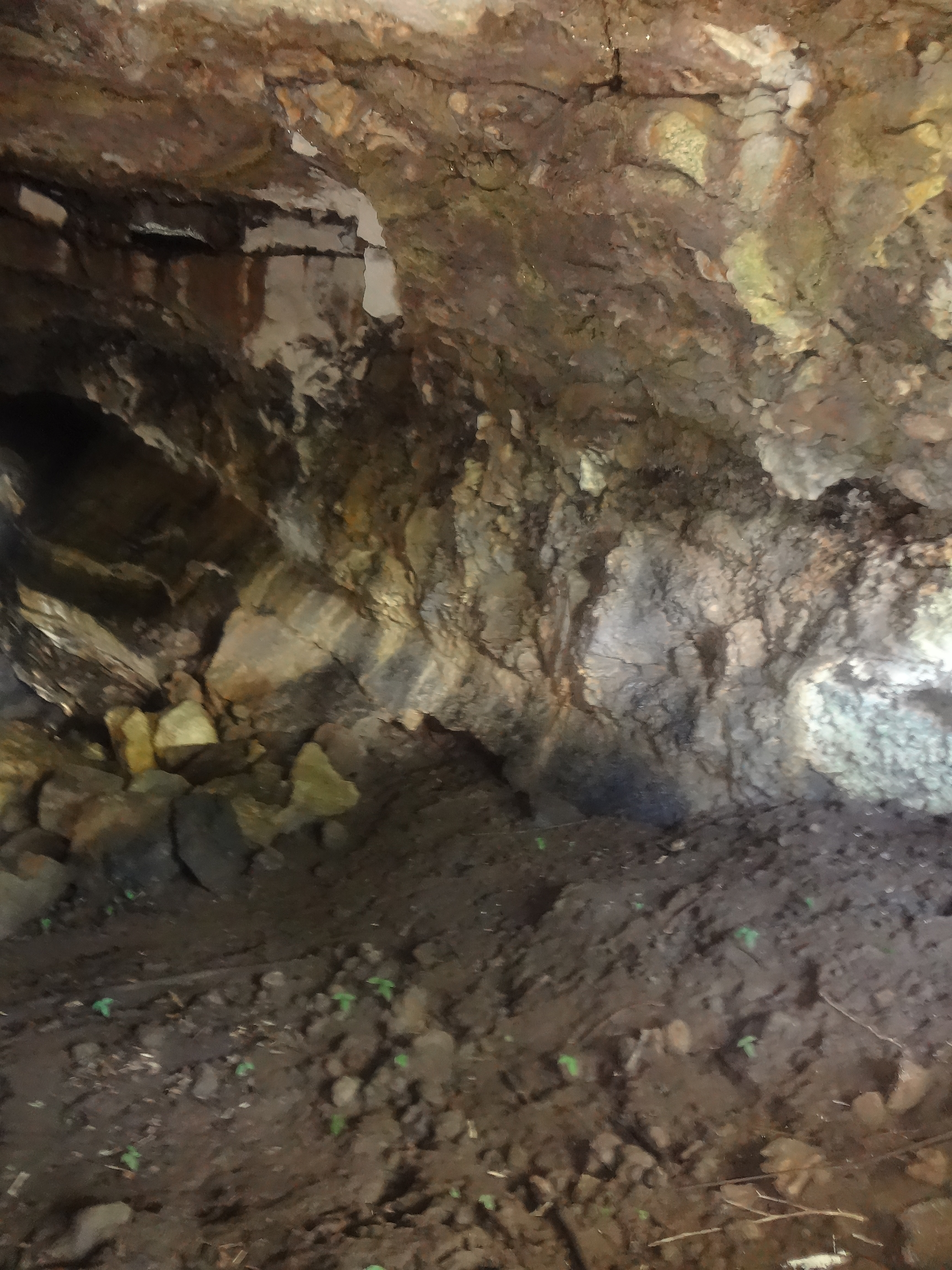
Tub de lava, El Chato Reserve, Galápagos
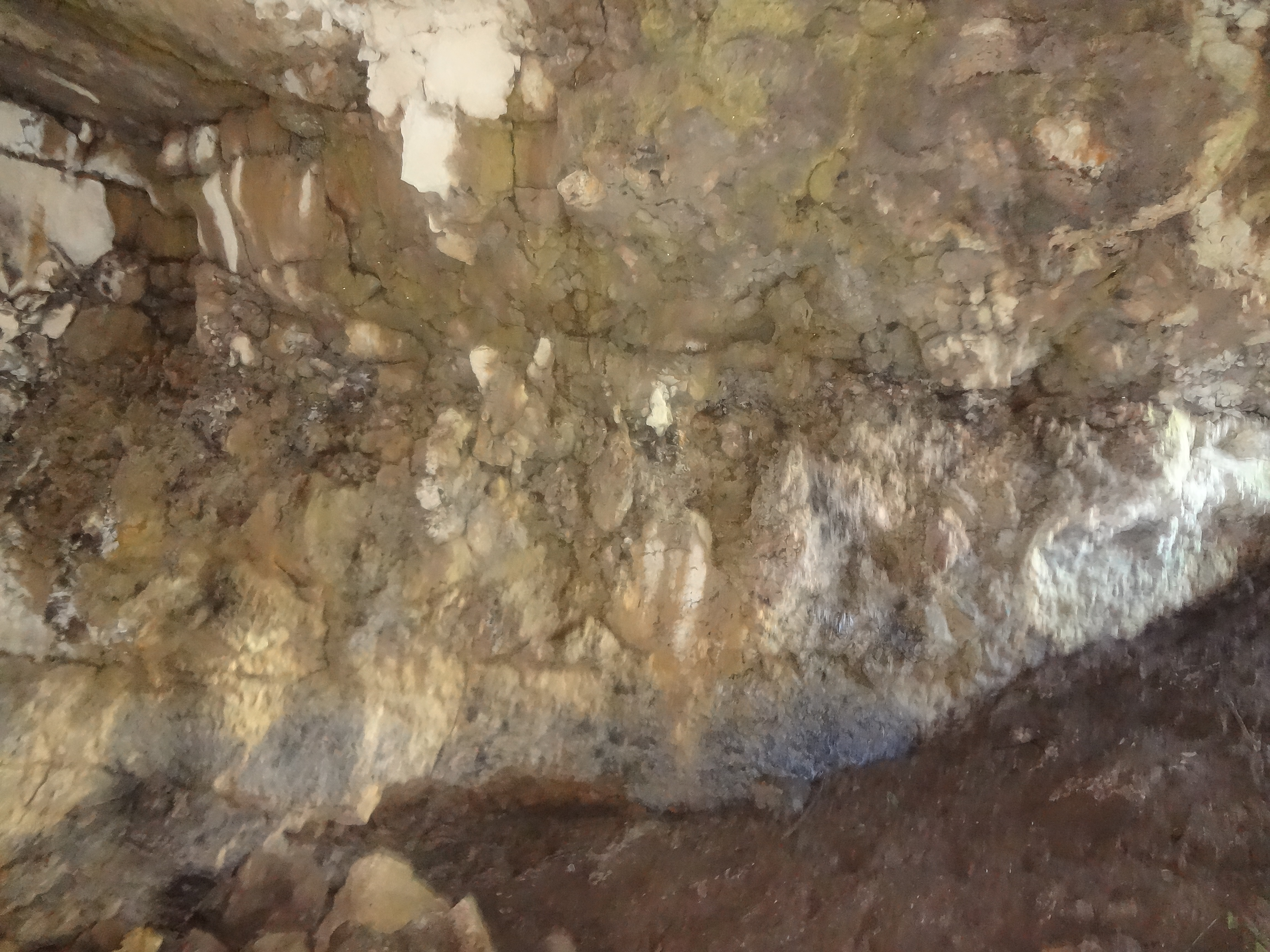
Tub de lava, El Chato Reserve, Galápagos
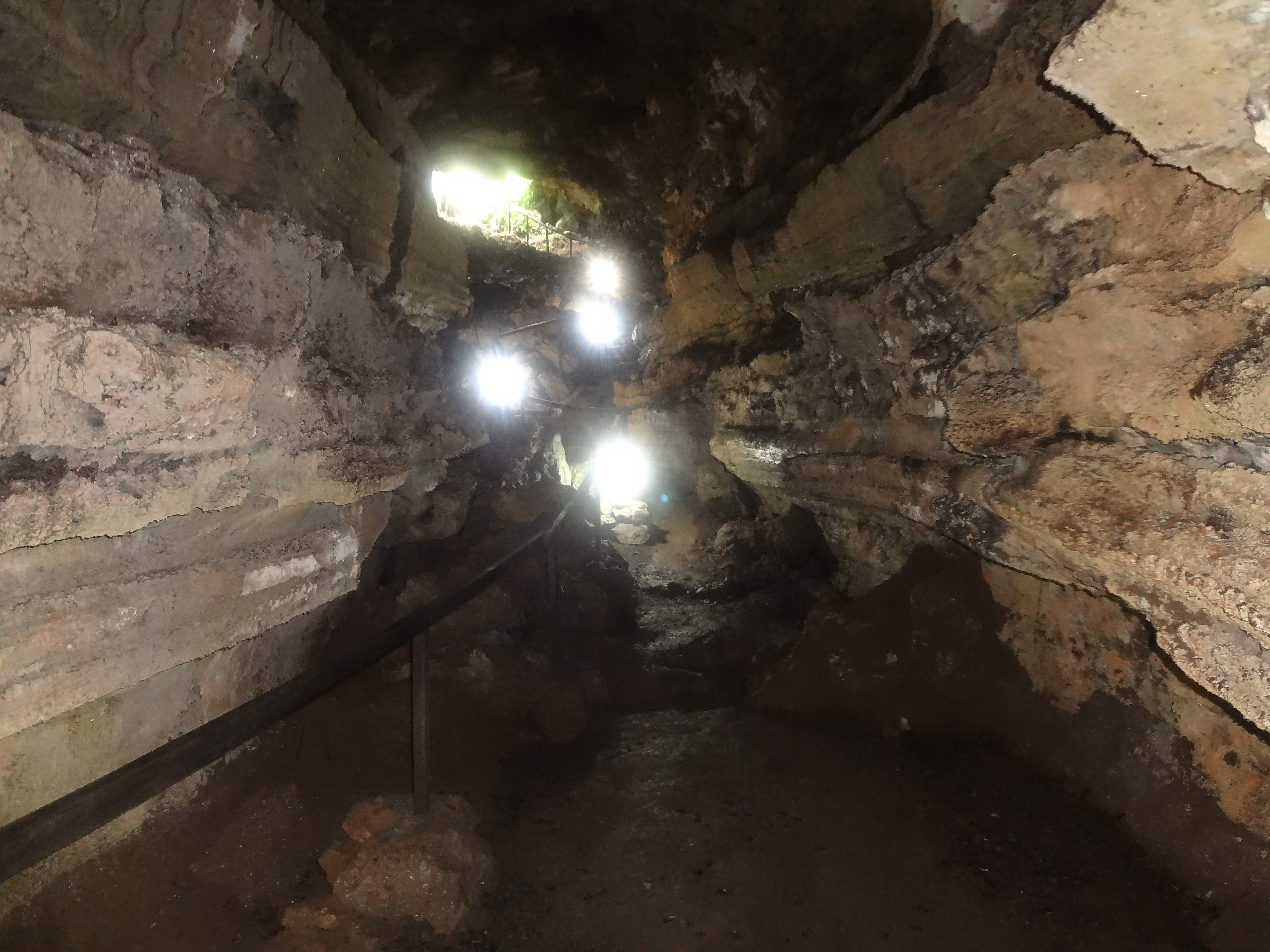
Tub de lava, El Chato Reserve, Galápagos
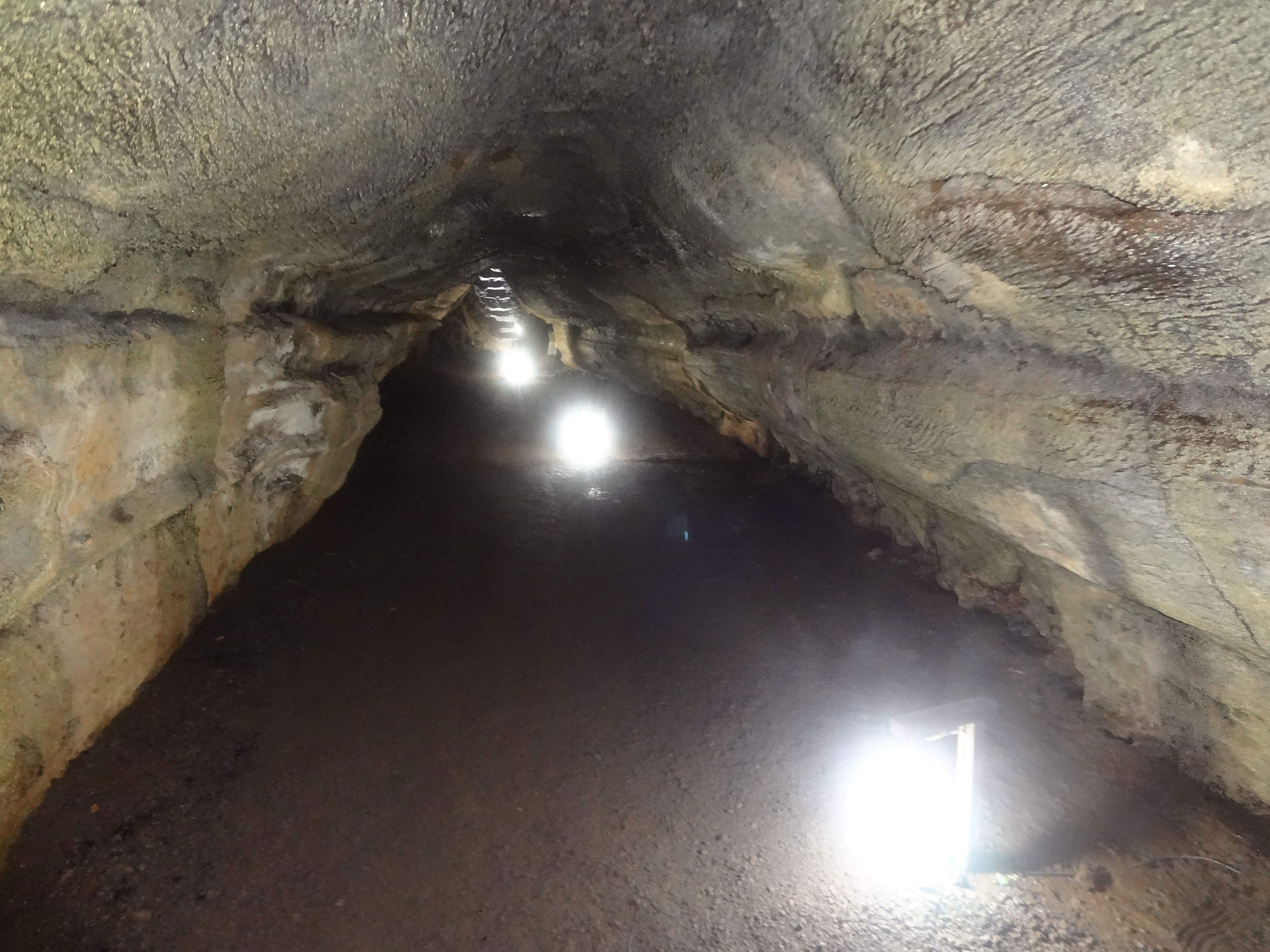
Tub de lava, El Chato Reserve, Galápagos
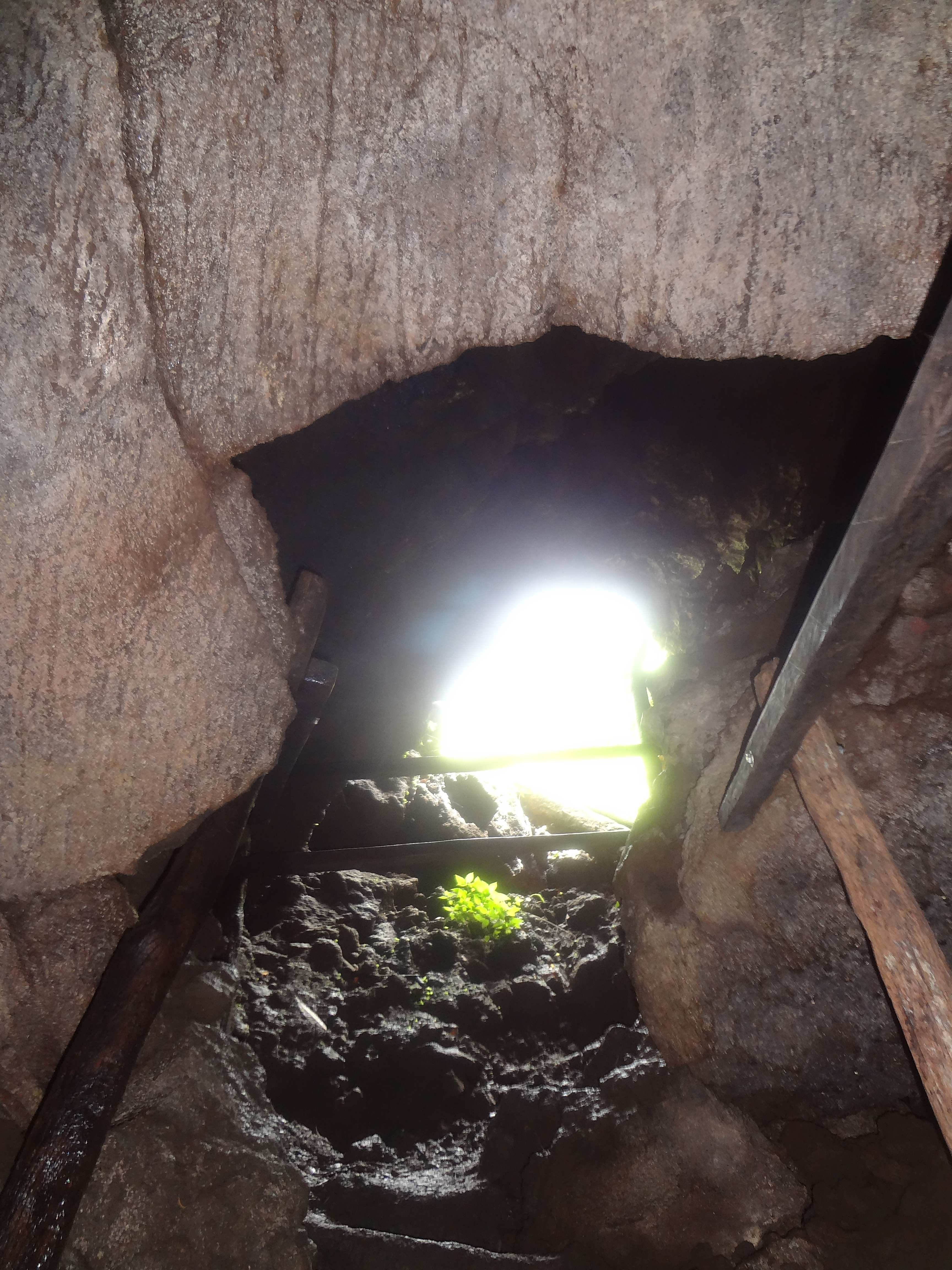
Tub de lava, El Chato Reserve, Galápagos
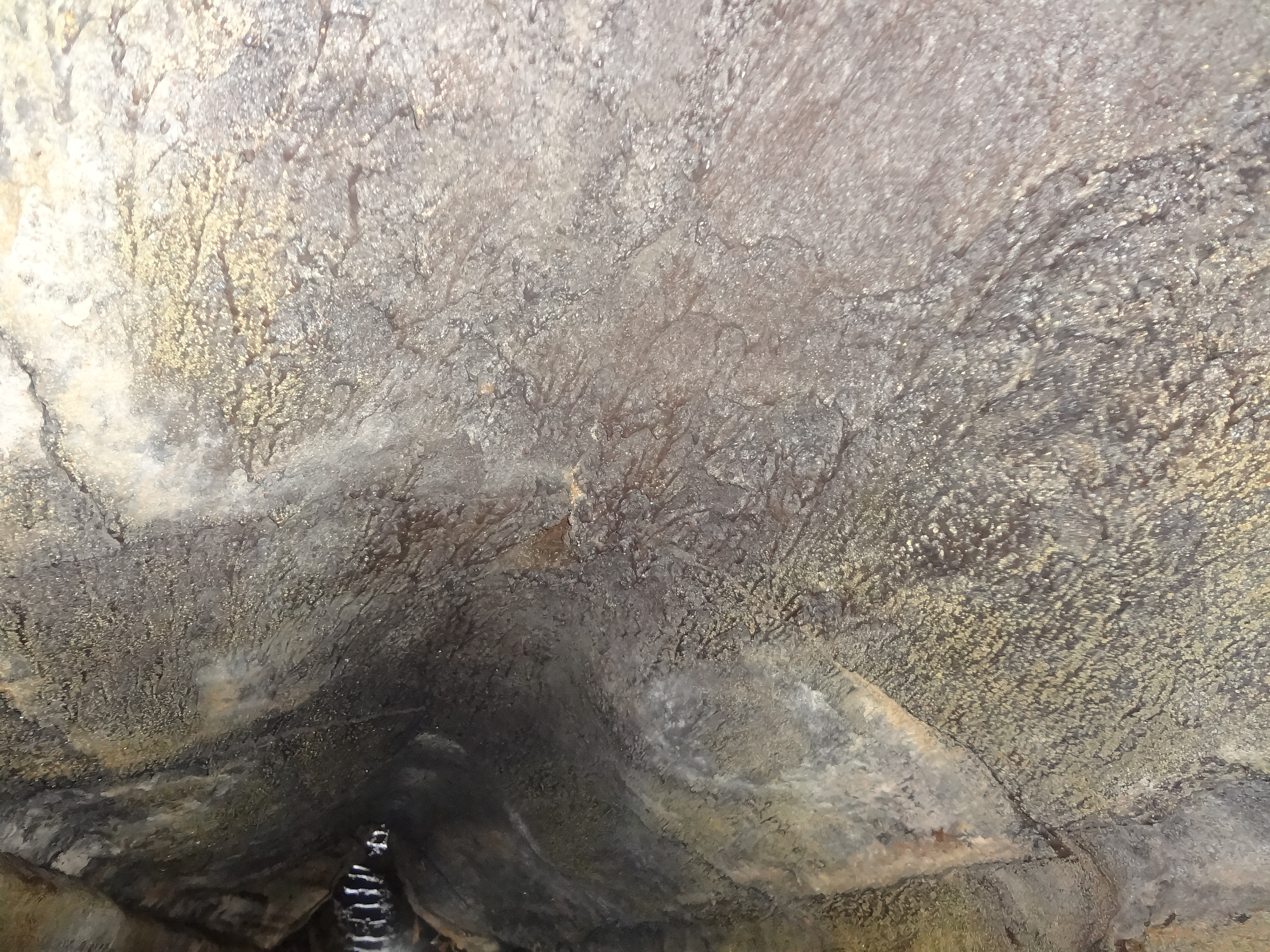
Tub de lava, El Chato Reserve, Galápagos
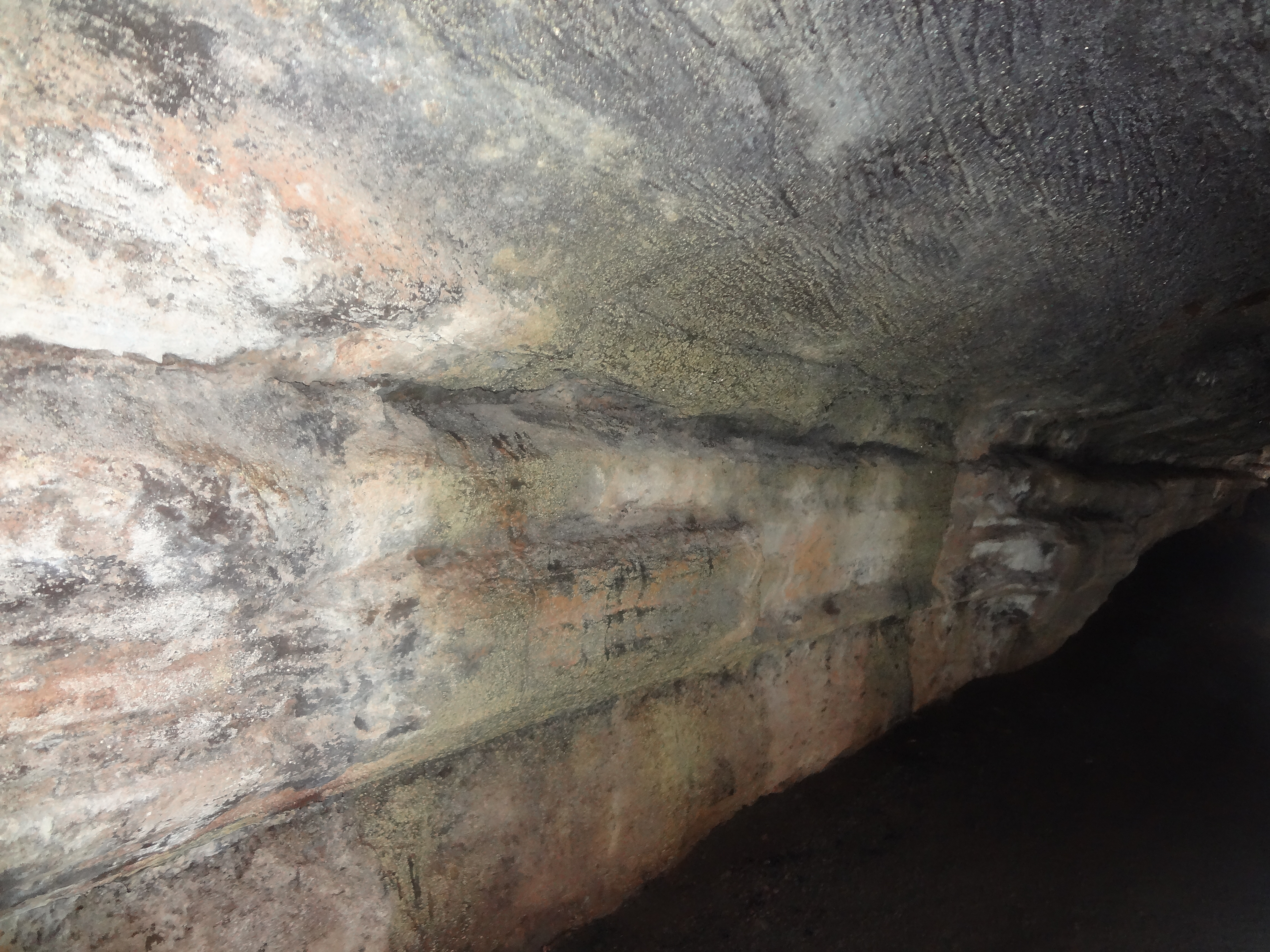
Tub de lava, El Chato Reserve, Galápagos